# Széktói Stadion
Das Széktói Stadion ist ein Fußballstadion mit Aschenbahn in der ungarischen Stadt Kecskemét. Es bietet Platz für 6.320 Zuschauer und dient dem Fußballverein Kecskeméti TE sowie dem Rugbyverein Kecskeméti Atlétika és Rugby Club als Heimspielstätte.
Das Széktói Stadion wurde 1962 fertiggestellt. Das erste Spiel fand am 20. August 1962 statt. Die Kapazität lag zunächst bei 10.000 Zuschauern. Aufgrund von nötigen Sicherheitsverschärfungen fiel die Kapazität des Stadions in den frühen 1990er Jahren auf 6.320 Plätze.